# Эбней, Уильям де Уайвлесли
Уильям де Уайвлесли Эбней (англ. William de Wiveleslie Abney; 24 июля 1843, Дерби, Великобритания — 2 декабря 1920, Фолкстон, Великобритания) — британский фотограф, химик и астроном.

## Биография
Обучался в школе Россалл, Королевской военной академии в Вулидже. Поступил на службу в Королевские инженерные войска в 1861 году, несколько лет служил в Индии.
Затем, чтобы улучшить свои познания в фотографии, стал работать в химической лаборатории школы военно-инженерного мастерства в Чатеме.
В 1870 году стал членом Королевского астрономического общества.
В 1873 году был произведён в ранг капитана Королевских инженерных войск.
В 1877 году перешёл на работу в Королевский колледж наук в Южном Кенсингтоне, где продолжил фотографические исследования.
В разное время был президентом нескольких научных обществ: Королевского фотографического общества (1892—1894, 1896, 1903—1905), Королевского астрономического общества (1893—1895), Лондонского Общества Физиков (1895—1897).
Посвящён в рыцари в 1900 году.

## Научная деятельность
Наиболее значительные достижения Эбнея связаны с развитием фотографии. В 1874 году он разработал сухую фотографическую эмульсию, которая была использована для фотографирования прохождения Венеры по диску Солнца в Египте. В 1880 году он начал использовать гидрохинон. Им были также предложены новые полезные типы фотобумаги.
Помимо этого, Эбней занимался спектроскопией. Им была разработана фотоэмульсия, чувствительная к инфракрасному свету, что позволило получать фотографии инфракрасных спектров и каталогизировать инфракрасные спектральные линии органических молекул.
Эбнеем были получены новые фотографии спектров Солнца. Также он исследовал распространение солнечного света в атмосфере.

### Использованная
- Hearnshaw, J. Abney, William de Wiveleslie // The Biographical Encyclopedia of Astronomers / Thomas Hockey (Ed. in chief). — New York: Springer, 2007. — P. 8—9. — 1341 p. — ISBN 978-0-387-31022-0.

### Рекомендуемая
- E. H. G-H. (1921). «Sir W. de W. Abney, K. C. B., 1843—1920.» Proceedings of the Royal Society of London A 99: i-v.
- H. P. H. (1921). «Sir William de Wiveleslie Abney.» Monthly Notices of the Royal Astronomical Society 81: 250—254.
- Knobel, E. B. (1921). Observatory 44: 62.
- Tutton, A. E. H. (1920). «Sir William Abney, K. C. B., F. R. S.» Nature 106: 476—477.